# Dothideales
Die Dothideales sind eine Ordnung der Schlauchpilze. 

## Merkmale
Die Arten der Dothidiales zeichnen sich dadurch aus, dass die Asci zwei Zellwände besitzen. Sie werden daher als bitunicate Asci bezeichnet. Die Asci wachsen durch das Stroma, ein fruchtkörperähnliches Hyphengeflecht, und bilden Loculae.
Die Dothideales kleinere Fruchtkörper (Ascomata) und weniger Asci als die Pleosporales und besitzen im Gegensatz zu diesen auch keine Pseudoparaphysen. 

## Ökologie
Die Arten leben auf Pflanzenmaterial als Saprobionten, Biotrophe oder Hemibiotrophe. 
Einige Arten, die „Schwarzen Hefen“, leben auf feuchten Pflanzenoberflächen und bilden Anamorphe, die knospenden Hefen ähneln (Aureobasidium pullulans, Sydowia polyspora).

## Systematik
Die Ordnung wird in drei Familien gegliedert:
- Dothideaceae mit 138 Gattungen 
  - Asteromellopsis
  - Cylindroseptoria
  - Delphinella
  - Dictyodothis
  - Dothidea
  - Dothiora
  - Endoconidioma
  - Endodothiora
  - Hormonema
  - Kabatina
  - Neocylindroseptoria
  - Neophaeocryptopus
  - Phaeocryptopus
  - Plowrightia
  - Pringsheimia
  - Rhizosphaera
  - Stylodothis
  - Sydowia

- Saccotheciaceae mit 7 Gattungen.
  - Aureobasidium
  - Columnosphaeria
  - Kabatiella mit Kabatiella zeae
  - Pseudoseptoria
  - Pseudosydowia
  - Saccothecium
  - Selenophoma

- Zalariaceae mit nur einer Gattung:
  - Zalaria